# Magatte Seck
Pour les articles homonymes, voir Seck.
Magatte Seck, née le 8 janvier 1983, est une karatéka sénégalaise.

## Palmarès
| Année | Compétition                                            | Lieu      | Résultat | Catégorie          |
| ----- | ------------------------------------------------------ | --------- | -------- | ------------------ |
| 2003  | Championnats du monde de karaté juniors et cadets 2003 | Marseille | 3e       | Kumite -60 kg      |
| 2005  | Championnats d'Afrique de karaté 2005                  | Luanda    | 1re      | Kumite -60 kg      |
| 2005  | Championnats d'Afrique de karaté 2005                  | Luanda    | 1re      | Kumite par équipes |
| 2005  | Championnats d'Afrique de karaté 2005                  | Luanda    | 2e       | Kumite open        |
| 2008  | Championnats d'Afrique de karaté 2008                  | Cotonou   | 2e       | Kumite -60 kg      |
| 2008  | Championnats d'Afrique de karaté 2008                  | Cotonou   | 2e       | Kumite open        |
| 2010  | Championnats d'Afrique de karaté 2010                  | Le Cap    | 1re      | Kumite -61 kg      |
| 2011  | Jeux africains de 2011                                 | Maputo    | 1re      | Kumite par équipe  |
| 2012  | Championnats d'Afrique de karaté 2012                  | Rabat     | 2e       | Kumite -61 kg      |
| 2014  | Championnats d'Afrique de karaté 2014                  | Dakar     | 2e       | Kumite -50 kg      |
| 2014  | Championnats d'Afrique de karaté 2014                  | Dakar     | 2e       | Kumite par équipes |
| 2018  | Championnats d'Afrique de karaté 2018                  | Kigali    | 2e       | Kumite par équipes |
| 2018  | Championnats d'Afrique de karaté 2018                  | Kigali    | 3e       | Kumite -61 kg      |
| 2019  | Championnats d'Afrique de karaté 2019                  | Gaborone  | 1re      | Kumite par équipes |
| 2019  | Jeux africains de 2019                                 | Rabat     | 3e       | Kumite par équipes |
| 2020  | Championnats d'Afrique de karaté 2020                  | Tanger    | 3e       | Kumite -61 kg      |
| 2020  | Championnats d'Afrique de karaté 2020                  | Tanger    | 1re      | Kumite par équipes |